# Kunstdarm
Kunstdärme werden in der Wurstherstellung als Wursthüllen verwendet. Sie werden aus verschiedenen, teils essbaren (Schälkäse), teils nicht essbaren (Blauplastik) Materialien hergestellt.

## Herstellung von Kunststoffdärmen
Kunststoffdärme werden durch Extrudieren hergestellt. Dabei wird unterschieden zwischen 
- uPA-Hüllen (nicht orientierte Polymerstruktur). Diese werden direkt an der Extrusionsdüse aufgeblasen und anschließend aufgewickelt.
- oPA-Hüllen (orientierte Polymerstruktur). Hier wird als Vorprodukt ein sog. Vorschlauch extrudiert. Dieser wird danach kalibriert, erneut erhitzt und erst dann aufgeblasen. Nun wird der aufgeblasene Schlauch gezogen. Die Orientierung der Polymermoleküle erfolgt durch das Aufblasen und Ziehen des Kunststoffschlauches. Die orientierten Polymermoleküle kehren wie bei einem Schrumpfschlauch bei einer Erwärmung über ca. 50 °C in ihre ursprüngliche Form zurück, die Wursthülle schrumpft.

Beide Formen können ein- (mono-(layer)) oder mehrschichtig (multilayer bzw. Coexhülle) oder auch als Verbundaufbau hergestellt werden.
- In einschichtigen Hüllen kann nur ein Rohstoff verarbeitet werden, die Hülle ist in ihrem Aufbau homogen. Als Material kommen Polyamide oder Co-Polyamide, seltener Polyester und PVDC zum Einsatz.
- In mehrschichtigen Hüllen werden meist Verbundmaterialien aus Polyamid und Polyethylen mit ungerader Schichtanzahl (meist 3-schichtig) verwendet, wobei Polyamid die Außenlagen bildet.

### Einfluss durch Wasser
Wasser ist der wichtigste Weichmacher für Kunststoffhüllen. Daher werden die Hüllen vor der Verwendung gewässert. Die Zeit für das Wässern ist temperaturabhängig und bei geringer Temperatur größer. Warmes Wasser löst allerdings auch eine beschleunigte Schrumpfung aus, sodass in der Praxis Temperaturen um 25–30 °C verwendet werden. Ab 50 °C setzt eine starke Schrumpfung ein.

### Barriere-Eigenschaften
Kunststoffhüllen wurden in den 1990er Jahren eingeführt, um der Nachfrage nach immer länger haltbaren Produkten begegnen zu können. Es sollte Gewichtsverlusten und Oxidationseinflüssen vorgebeugt und zugleich mikrobiologische Stabilität erreicht werden. Bei Kunststoffhüllen erreicht man dies über den Materialmix: Das Polyamid sorgt für eine Sauerstoffbarriere, Polyethylen sorgt für eine Wasserdampfbarriere.